# Piotr Liszka (duchowny)
Piotr Antoni Liszka CMF (ur. 19 stycznia 1951) – polski duchowny katolicki, misjonarz klaretyn, teolog, prof. dr. hab.
Specjalizuje się w teologii dogmatycznej. Habilitował się w 1998 na podstawie pracy Wpływ nauki o czasie na refleksję teologiczną. Pełni funkcję kierownika Katedry Eklezjologii i Sakramentologii Papieskiego Wydziału Teologicznego we Wrocławiu. W latach 1998–2001 prorektor ds. studenckich. 12 kwietnia 2002 otrzymał tytuł profesora nauk teologicznych.

## Ważniejsze publikacje
- Wpływ nauki o czasie na refleksję teologiczną (1992),
- Charyzmatyczna moc życia zakonnego (1996),
- Duch Święty, który od Ojca (i Syna) pochodzi (2000),
- Teologia hiszpańska w pierwszych siedmiu wiekach chrześcijaństwa (2001),
- Charyzmat życia zakonnego (2002),
- Dusza ludzka. Substancja duchowa człowieka (2017),
- Energie duchowe. Refleksja chrześcijańska (2018)